# Pierre Lagarde (écrivain)
Ne doit pas être confondu avec Pierre de Lagarde ou Pierre Lagarde (peintre).
Pour les articles homonymes, voir Pierre Lagarde et Lagarde.
Pierre Lagarde, né le 26 janvier 1903 à Paris et mort le 8 février 1959 dans la même ville,, est un journaliste et écrivain français, lauréat du Grand prix du roman de l'Académie française en 1944.

## Biographie
Pierre Lagarde a été critique littéraire à Excelsior puis de La Dépêche de Paris.

## Distinctions
- Officier d'académie
- Chevalier de la Légion d'honneur (1950)

## Œuvre
- 1922 : Sans Rime, ni Raison
- 1924 : La Cloche d'ombre - deux sonnets-préface de Maurice Rostand
- 1924 : La Poupée de son
- 1928 : Le Cœur et l'Action
- 1933 : Flammes, collection La Phalange
- 1933 : España
- 1934 : Ci-gît l'Amour
- 1937 : Poison – Prix Montyon de l’Académie française
- 1938 : Circuit des tropiques
- 1938 : Crime
- 1944 : Valmaurie, éditions Baudinière – Grand prix du roman de l'Académie française
- 1944 : Max Jacob - mystique et martyr, Éditions Baudinière. Avec trente-deux méditations inédites, cinq poèmes, deux autographes, un dessin, par Max Jacob et un profil du poète par Serge.
- 1951 : Clinique B, éditions Baudinière